# Marmenuera tillyardi
Marmenuera tillyardi is een haft uit de familie Leptophlebiidae. De wetenschappelijke naam van de soort is voor het eerst geldig gepubliceerd in 2008 door Dean, Forteath & Osborn.
De soort komt voor in het Australaziatisch gebied.